# 蘭開斯特 (印地安納州傑佛遜縣)
蘭開斯特（英語：Lancaster）是位於美國印地安納州傑佛遜縣的一個非建制地區。該地的面積和人口皆未知。